# Hayman-Nunatakker
Die Hayman-Nunatakker sind eine kleine Gruppe isolierter Nunatakker in der antarktischen Ross Dependency. Sie ragen 10 km nördlich des Larkman-Nunataks am östlichen Ende der Grosvenor Mountains auf.
Das Advisory Committee on Antarctic Names benannte sie 1966 nach Noel R. Hayman, Polarlichtforscher des United States Antarctic Research Program auf der Hallett-Station im Jahr 1962.